# Arrondissement de Troyes
L'arrondissement de Troyes est une division administrative française, située dans le département de l'Aube et la région Grand Est.

## Composition
- canton d'Aix-en-Othe, qui groupe 10 communes :
Aix-en-Othe, Bérulle, Maraye-en-Othe, Nogent-en-Othe, Paisy-Cosdon, Rigny-le-Ferron, Saint-Benoist-sur-Vanne, Saint-Mards-en-Othe, Villemoiron-en-Othe et Vulaines.

- canton d'Arcis-sur-Aube, qui groupe 22 communes :
Allibaudières, Arcis-sur-Aube, Aubeterre, Champigny-sur-Aube, Charmont-sous-Barbuise, Le Chêne, Feuges, Herbisse, Mailly-le-Camp, Montsuzain, Nozay, Ormes, Poivres, Pouan-les-Vallées, Saint-Étienne-sous-Barbuise, Saint-Remy-sous-Barbuise, Semoine, Torcy-le-Grand, Torcy-le-Petit, Villette-sur-Aube, Villiers-Herbisse et Voué.

- canton de Bar-sur-Seine, qui groupe 22 communes :
Bar-sur-Seine, Bourguignons, Briel-sur-Barse, Buxeuil, Chappes, Chauffour-lès-Bailly, Courtenot, Fouchères, Fralignes, Jully-sur-Sarce, Marolles-lès-Bailly, Merrey-sur-Arce, Poligny, Rumilly-lès-Vaudes, Saint-Parres-lès-Vaudes, Vaudes, Ville-sur-Arce, Villemorien, Villemoyenne, Villiers-sous-Praslin, Villy-en-Trodes et Virey-sous-Bar.

- canton de Bouilly, qui groupe 28 communes :
Assenay, Les Bordes-Aumont, Bouilly, Buchères, Cormost, Crésantignes, Fays-la-Chapelle, Isle-Aumont, Javernant, Jeugny, Lirey, Longeville-sur-Mogne, Machy, Maupas, Montceaux-lès-Vaudes, Moussey, Roncenay, Saint-Jean-de-Bonneval, Saint-Léger-près-Troyes, Saint-Pouange, Saint-Thibault, Sommeval, Souligny, La Vendue-Mignot, Villemereuil, Villery, Villy-le-Bois et Villy-le-Maréchal.

- canton de Chaource, qui groupe 25 communes :
Avreuil, Balnot-la-Grange, Bernon, Chaource, Chaserey, Chesley, Coussegrey, Cussangy, Étourvy, Les Granges, Lagesse, Lantages, Lignières, La Loge-Pomblin, Les Loges-Margueron, Maisons-lès-Chaource, Metz-Robert, Pargues, Praslin, Prusy, Turgy, Vallières, Vanlay, Villiers-le-Bois et Vougrey.

- canton de la Chapelle-Saint-Luc, qui groupe 2 communes :
La Chapelle-Saint-Luc (fraction de commune) et Les Noës-près-Troyes.

- canton d'Ervy-le-Châtel, qui groupe 16 communes :
Auxon, Chamoy, Chessy-les-Prés, Coursan-en-Othe, Courtaoult, Les Croûtes, Davrey, Eaux-Puiseaux, Ervy-le-Châtel, Marolles-sous-Lignières, Montfey, Montigny-les-Monts, Racines, Saint-Phal, Villeneuve-au-Chemin et Vosnon.

- canton d'Essoyes, qui groupe 21 communes :
Bertignolles, Beurey, Buxières-sur-Arce, Chacenay, Chervey, Cunfin, Éguilly-sous-Bois, Essoyes, Fontette, Landreville, Loches-sur-Ource, Longpré-le-Sec, Magnant, Montmartin-le-Haut, Noé-les-Mallets, Puits-et-Nuisement, Saint-Usage, Thieffrain, Verpillières-sur-Ource, Vitry-le-Croisé et Viviers-sur-Artaut.

- canton d'Estissac, qui groupe 10 communes :
Bercenay-en-Othe, Bucey-en-Othe, Chennegy, Estissac, Fontvannes, Messon, Neuville-sur-Vanne, Prugny, Vauchassis et Villemaur-sur-Vanne.

- canton de Lusigny-sur-Barse, qui groupe 14 communes :
Bouranton, Clérey, Courteranges, Fresnoy-le-Château, Laubressel, Lusigny-sur-Barse, Mesnil-Saint-Père, Montaulin, Montiéramey, Montreuil-sur-Barse, Rouilly-Saint-Loup, Ruvigny, Thennelières et Verrières.

- canton de Mussy-sur-Seine, qui groupe 8 communes :
Celles-sur-Ource, Courteron, Gyé-sur-Seine, Mussy-sur-Seine, Neuville-sur-Seine, Plaines-Saint-Lange, Polisot et Polisy.

- canton de Piney, qui groupe 11 communes :
Assencières, Bouy-Luxembourg, Brévonnes, Dosches, Géraudot, Luyères, Mesnil-Sellières, Onjon, Piney, Rouilly-Sacey et Val-d'Auzon.

- canton de Ramerupt, qui groupe 24 communes :
Avant-lès-Ramerupt, Brillecourt, Chaudrey, Coclois, Dampierre, Dommartin-le-Coq, Dosnon, Grandville, Isle-Aubigny, Lhuître, Longsols, Mesnil-la-Comtesse, Mesnil-Lettre, Morembert, Nogent-sur-Aube, Ortillon, Pougy, Ramerupt, Saint-Nabord-sur-Aube, Trouans, Vaucogne, Vaupoisson, Verricourt et Vinets.

- canton des Riceys, qui groupe 7 communes :
Arrelles, Avirey-Lingey, Bagneux-la-Fosse, Balnot-sur-Laignes, Bragelogne-Beauvoir, Channes et Les Riceys.

- canton de Sainte-Savine, qui groupe 5 communes :
Macey, Montgueux, La Rivière-de-Corps, Sainte-Savine et Torvilliers.

- canton de Troyes-1, qui groupe 3 communes :
Saint-Parres-aux-Tertres, Troyes (fraction de commune) et Villechétif.

- canton de Troyes-2, qui groupe 9 communes :
Creney-près-Troyes, Lavau, Mergey, Pont-Sainte-Marie, Saint-Benoît-sur-Seine, Sainte-Maure, Troyes (fraction de commune), Vailly et Villacerf.

- canton de Troyes-3, limité à 1 commune :
Troyes (fraction de commune)

- canton de Troyes-4, qui groupe 7 communes :
Barberey-Saint-Sulpice, La Chapelle-Saint-Luc (fraction de commune), Payns, Le Pavillon-Sainte-Julie, Saint-Lyé, Troyes (fraction de commune) et Villeloup.

- canton de Troyes-5, limité à 1 commune :
Troyes (fraction de commune)

- canton de Troyes-6, qui groupe 4 communes :
Laines-aux-Bois, Saint-André-les-Vergers, Saint-Germain et Troyes (fraction de commune).

- canton de Troyes-7, qui groupe 4 communes :
Bréviandes, Rosières-près-Troyes, Saint-Julien-les-Villas et Troyes (fraction de commune).

### Découpage communal depuis 2015
Depuis 2015, le nombre de communes des arrondissements varie chaque année soit du fait du redécoupage cantonal de 2014 qui a conduit à l'ajustement de périmètres de certains arrondissements, soit à la suite de la création de communes nouvelles. Le nombre de communes de l'arrondissement de Troyes est ainsi de 247 en 2015 et 244 en 2019.
Au 1er janvier 2024, l'arrondissement groupe les 244 communes suivantes :
1. Aix-Villemaur-Pâlis
2. Allibaudières
3. Arcis-sur-Aube
4. Arrelles
5. Assenay
6. Assencières
7. Aubeterre
8. Auxon
9. Avant-lès-Ramerupt
10. Avirey-Lingey
11. Avreuil
12. Bagneux-la-Fosse
13. Balnot-la-Grange
14. Balnot-sur-Laignes
15. Barberey-Saint-Sulpice
16. Bar-sur-Seine
17. Bercenay-en-Othe
18. Bernon
19. Bertignolles
20. Bérulle
21. Les Bordes-Aumont
22. Bouilly
23. Bouranton
24. Bourguignons
25. Bouy-Luxembourg
26. Bragelogne-Beauvoir
27. Bréviandes
28. Brévonnes
29. Briel-sur-Barse
30. Brillecourt
31. Bucey-en-Othe
32. Buchères
33. Buxeuil
34. Buxières-sur-Arce
35. Celles-sur-Ource
36. Chacenay
37. Chamoy
38. Champigny-sur-Aube
39. Channes
40. Chaource
41. La Chapelle-Saint-Luc
42. Chappes
43. Charmont-sous-Barbuise
44. Chaserey
45. Chaudrey
46. Chauffour-lès-Bailly
47. Le Chêne
48. Chennegy
49. Chervey
50. Chesley
51. Chessy-les-Prés
52. Clérey
53. Coclois
54. Cormost
55. Coursan-en-Othe
56. Courtaoult
57. Courtenot
58. Courteranges
59. Courteron
60. Coussegrey
61. Creney-près-Troyes
62. Crésantignes
63. Les Croûtes
64. Cunfin
65. Cussangy
66. Dampierre
67. Davrey
68. Dierrey-Saint-Pierre
69. Dommartin-le-Coq
70. Dosches
71. Dosnon
72. Eaux-Puiseaux
73. Éguilly-sous-Bois
74. Ervy-le-Châtel
75. Essoyes
76. Estissac
77. Étourvy
78. Fays-la-Chapelle
79. Feuges
80. Fontette
81. Fontvannes
82. Fouchères
83. Fralignes
84. Fresnoy-le-Château
85. Géraudot
86. Grandville
87. Les Granges
88. Gyé-sur-Seine
89. Herbisse
90. Isle-Aubigny
91. Isle-Aumont
92. Javernant
93. Jeugny
94. Jully-sur-Sarce
95. Lagesse
96. Laines-aux-Bois
97. Landreville
98. Lantages
99. Laubressel
100. Lavau
101. Lhuître
102. Lignières
103. Lirey
104. Loches-sur-Ource
105. La Loge-Pomblin
106. Les Loges-Margueron
107. Longeville-sur-Mogne
108. Longsols
109. Lusigny-sur-Barse
110. Luyères
111. Macey
112. Machy
113. Magnant
114. Mailly-le-Camp
115. Maisons-lès-Chaource
116. Maraye-en-Othe
117. Marolles-lès-Bailly
118. Marolles-sous-Lignières
119. Maupas
120. Mergey
121. Merrey-sur-Arce
122. Mesnil-la-Comtesse
123. Mesnil-Lettre
124. Mesnil-Saint-Père
125. Mesnil-Sellières
126. Messon
127. Metz-Robert
128. Montaulin
129. Montceaux-lès-Vaudes
130. Montfey
131. Montgueux
132. Montiéramey
133. Montigny-les-Monts
134. Montreuil-sur-Barse
135. Montsuzain
136. Morembert
137. Moussey
138. Mussy-sur-Seine
139. Neuville-sur-Seine
140. Neuville-sur-Vanne
141. Noé-les-Mallets
142. Les Noës-près-Troyes
143. Nogent-en-Othe
144. Nogent-sur-Aube
145. Nozay
146. Onjon
147. Ormes
148. Ortillon
149. Paisy-Cosdon
150. Pargues
151. Le Pavillon-Sainte-Julie
152. Payns
153. Piney
154. Plaines-Saint-Lange
155. Planty
156. Poivres
157. Poligny
158. Polisot
159. Polisy
160. Pont-Sainte-Marie
161. Pouan-les-Vallées
162. Pougy
163. Praslin
164. Prugny
165. Prusy
166. Racines
167. Ramerupt
168. Les Riceys
169. Rigny-le-Ferron
170. La Rivière-de-Corps
171. Roncenay
172. Rosières-près-Troyes
173. Rouilly-Sacey
174. Rouilly-Saint-Loup
175. Rumilly-lès-Vaudes
176. Ruvigny
177. Saint-André-les-Vergers
178. Saint-Benoist-sur-Vanne
179. Saint-Benoît-sur-Seine
180. Saint-Étienne-sous-Barbuise
181. Saint-Germain
182. Saint-Jean-de-Bonneval
183. Saint-Julien-les-Villas
184. Saint-Léger-près-Troyes
185. Saint-Lyé
186. Saint-Mards-en-Othe
187. Sainte-Maure
188. Saint-Nabord-sur-Aube
189. Saint-Parres-aux-Tertres
190. Saint-Parres-lès-Vaudes
191. Saint-Phal
192. Saint-Pouange
193. Saint-Remy-sous-Barbuise
194. Sainte-Savine
195. Saint-Thibault
196. Saint-Usage
197. Semoine
198. Sommeval
199. Souligny
200. Thennelières
201. Thieffrain
202. Torcy-le-Grand
203. Torcy-le-Petit
204. Torvilliers
205. Trouans
206. Troyes
207. Turgy
208. Vailly
209. Val-d'Auzon
210. Vallières
211. Vanlay
212. Vauchassis
213. Vaucogne
214. Vaudes
215. Vaupoisson
216. La Vendue-Mignot
217. Verpillières-sur-Ource
218. Verricourt
219. Verrières
220. Villacerf
221. Villechétif
222. Villeloup
223. Villemereuil
224. Villemoiron-en-Othe
225. Villemorien
226. Villemoyenne
227. Villeneuve-au-Chemin
228. Villery
229. Ville-sur-Arce
230. Villette-sur-Aube
231. Villiers-Herbisse
232. Villiers-le-Bois
233. Villiers-sous-Praslin
234. Villy-en-Trodes
235. Villy-le-Bois
236. Villy-le-Maréchal
237. Vinets
238. Virey-sous-Bar
239. Vitry-le-Croisé
240. Viviers-sur-Artaut
241. Vosnon
242. Voué
243. Vougrey
244. Vulaines

## Démographie
En 2022, l'arrondissement comptait 230 314 habitants.
| 1968    | 1975    | 1982    | 1990    | 1999    | 2006    | 2011    | 2016    | 2021    |
| ------- | ------- | ------- | ------- | ------- | ------- | ------- | ------- | ------- |
| 189 679 | 203 452 | 207 746 | 207 274 | 211 017 | 217 625 | 220 797 | 226 084 | 230 162 |

| 2022    | - | - | - | - | - | - | - | - |
| ------- | - | - | - | - | - | - | - | - |
| 230 314 | - | - | - | - | - | - | - | - |

## Sous-préfets
Troyes est aussi le chef-lieu du département de l’Aube ; de 1811 à 1815 : « Il y a près du préfet de chaque département un Auditeur au Conseil d'État qui a le titre et qui fait fonctions de Sous-Préfet de l’arrondissement. » 
Liste des sous-préfets :
- Adrien, Sébastien Bourgeois de Jessaint (Adrien-Sébastien de Jessaint), sous-préfet de Troyes le 14 janvier 1811
- Charles, René, Denis de Gigord, sous-préfet de Troyes le 16 juillet 1814
- Cortier, sous-préfet de Troyes le 10 juin 1815
- Charles, René, Denis de Gigord, reprise possible de fonction en juillet 1815